# Dôme d'Apakura
Apakura Tholus
Pour les articles homonymes, voir Apakura.
Le dôme d'Apakura (désignation internationale : Apakura Tholus) est un dôme situé sur Vénus dans le quadrangle de Ganiki Planitia. Il a été nommé en référence à Apakura, déesse maori de la justice.